# San Martín Caballero, Oaxaca
San Martín Caballero är en ort i Mexiko.   Den ligger i kommunen San José Tenango och delstaten Oaxaca, i den sydöstra delen av landet, 300 km sydost om huvudstaden Mexico City. San Martín Caballero ligger 1 351 meter över havet och antalet invånare är 317.
Terrängen runt San Martín Caballero är bergig åt sydost, men åt nordväst är den kuperad. Runt San Martín Caballero är det ganska tätbefolkat, med 185 invånare per kvadratkilometer. Närmaste större samhälle är Isla Soyaltepec, 19,0 km nordost om San Martín Caballero. I omgivningarna runt San Martín Caballero växer i huvudsak städsegrön lövskog.